# Cabera inornata
Cabera inornata är en fjärilsart som beskrevs av Barend J. Lempke 1947. Cabera inornata ingår i släktet Cabera och familjen mätare. Inga underarter finns listade i Catalogue of Life.